# Brunoniella spiciflora
Brunoniella spiciflora är en akantusväxtart som först beskrevs av Ferdinand von Mueller och George Bentham, och fick sitt nu gällande namn av Cornelis Eliza Bertus Bremekamp. Brunoniella spiciflora ingår i släktet Brunoniella och familjen akantusväxter. Inga underarter finns listade i Catalogue of Life.